# フリッツ・マハループ
フリッツ・マハループ（Fritz Machlup、1902年12月15日 - 1983年1月30日）は、オーストリアのウィーナー・ノイシュタットで生まれ、アメリカで活躍した経済学者。専門は国際金融論、外国為替論、国際経済学のほか、企業理論、特許経済学、経済哲学と広範であった。バッファロー大学、ジョンズ・ホプキンス大学、プリンストン大学、ニューヨーク大学で教授を務めた。オーストリア学派。

## 略歴
- 1902年 オーストリアのウィーナー・ノイシュタットで生まれる。
- 1920年 ウィーン大学に入学する。
- 1923年 ルードヴィヒ・フォン・ミーゼスの指導の下、金本位制に関する博士論文を書き上げる。
- この頃、父親の志を継いでボール紙製造会社の共同出資者となるが、同時にミーゼス・セミナーの一員として経済学の勉強を続ける。
- 1933年 ロックフェラー財団の奨学金を得て訪米する。
- 1933年 - 1947年　バッファロー大学で初めての教授職につく。
- 1947年 - 1960年　ジョンズ・ホプキンス大学の教授となる。
- 1960年 南部経済学会の会長を務める。
- 1960年 - 1971年　プリンストン大学の教授となる。
- 1962年 - 1964年　アメリカ大学教授協会の会長を務める。
- 1967年 アメリカ経済学会の会長を務める。
- 1971年 - 1974年　国際経済学会の会長を務める。
- 1971年 - 1983年　ニューヨーク大学の嘱託教授となる。
- 1983年 ニュージャージー州プリンストンで死去（80歳）。

## 業績
1943年に『国際貿易と国民所得乗数』を出版した。
次いで、著名な論文「限界分析と経験的研究」（『アメリカン・エコノミック・レビュー』、1946年9月号）で、リチャード・レスターの批判から伝統的な企業の利潤極大化理論を防御した。レスターの論議が事実上正しいと述べた上で、正統派の企業の概念は典型的な企業として説明することであり、全行動を説明することではなく、控え目な抽象概念であるとのべた。企業理論に関して、自分の論議を説明する『販売競争の経済学』（1952年）と『独占の政治経済学』（1952年）を発表した。また、企業行動の理論について、重要な貢献である『基点価格制度』（1949年）を出した。　
また、特許の経済学にも関心を持っており、『特許システムの経済学的検討』（1958年）が生まれた。
1960年にプリンストン大学に移籍したことが契機になって、若いころの主題である国際金融改革に関心が戻った。『国際金融システムの改革計画』（1962年）に続き、『国際通貨協定』（マハループとB・G・マルキール編集、1964年）、『国際収支の均衡維持と均衡回復』（1966年）、『国際金融制度の再構築』（1968年）、『経済統合に関する思想史』（1977年）が出版された。
マハループの衣裳箪笥説（The Cloakroom Rule）は「一国が最適と考える外貨準備水準は、あたかも一家の主婦が適当と考える箪笥の中の衣裳の枚数のようなものであり、外貨準備高もその国の伝統や面子などによって決められる」とする説である（"The Cloakroom Rule of International Reserve Creation and Resources Transfer", QJE, 1965）。
マハループのもう1つのテーマは経済哲学であり、『経済的意義学』（1963年）、『経済学方法論と他の社会科学』（1978年）等がある。
また、G・ビトロス編『マハループ精選経済学著作集』（1976年）がある。
経済における情報の役割に注目した先駆者でもあり、『アメリカ合衆国における知識の生産と配分』（1962年・邦訳は高橋達男・木田宏共訳『知識産業』）がある。死の直前、さらに 'Knowledge: Its Creation, Distribution, and Economic Significance' と名付けられた10巻シリーズの著書の発行を進めていたが、3巻までで終わってしまった。

## 著作
- 『売手競争の経済学――売手行動のモデル分析』、服部正博著、千倉書房、1965年
- 『知識産業』、高橋達男・木田宏共訳、産業能率短期大学出版部、1969年
- 『株式市場、信用および資本形成』（有価証券選書シリーズ2）、永田永寿訳、神戸大学経営学部有価証券研究センター編、千倉書房、1970年
- 『現代経済学の展望』、安場安吉訳、日本経済新聞社、1971年
- 『国際金融の理論』、馬淵透訳、ダイヤモンド社、1973年
- 『特許制度の経済学』、土井輝生訳、日本経済新聞社、1975年
- 『教育の経済学』、嘉治元郎訳、春秋社、1976年
- 『教育の幻想』、木田宏訳、ぎょうせい、1979年
- （マートン・ミラー編）『経済学と意味論』、安場安吉・高木保興共訳、日本経済新聞社、1982年
- 『知的財産の創造と保護』、杉林信義編訳、南窓社、1991年